# Fältvagn

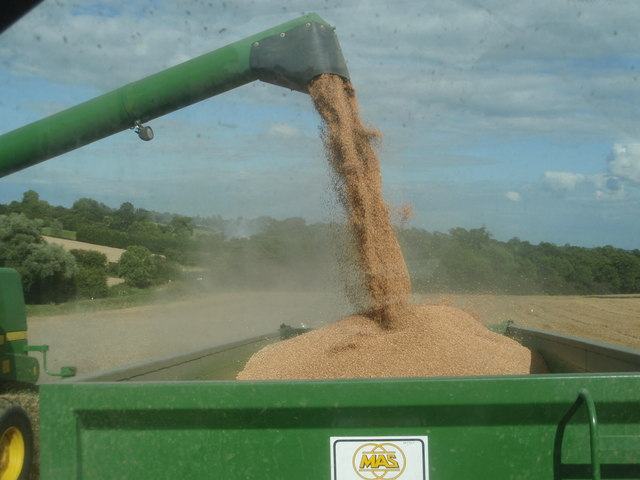
Vete töms från en skördetröska till en fältvagn.

En fältvagn är en traktorbogserad vagn med tömningsrör. Fältvagnar används för att skördetröskan inte skall stå stilla och tömma den tröskade spannmålen. Skördetröskan töms istället under gång ute på fältet i fältvagnen som sedan kör till en lastbil eller en annan vagn i fältkanten.
Fördelar med fältvagn är att tröskan effektivitet ökas då det blir få stopp. 
En nackdel med fältvagn är att den är mycket dyr och det är endast lönsamt för större lantbruk att investera i en sådan.

## Galleri

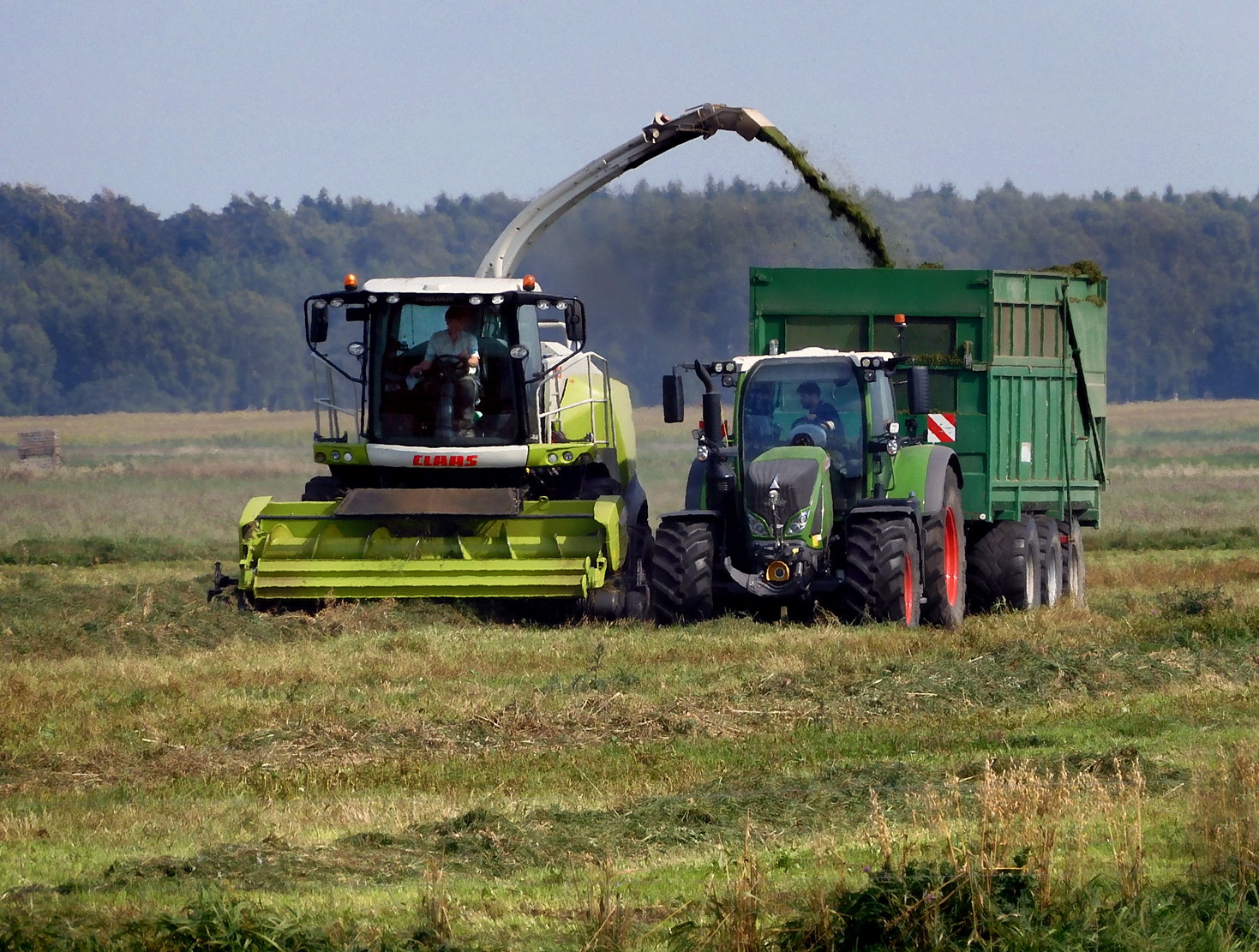
En Hack och en fältvagn.
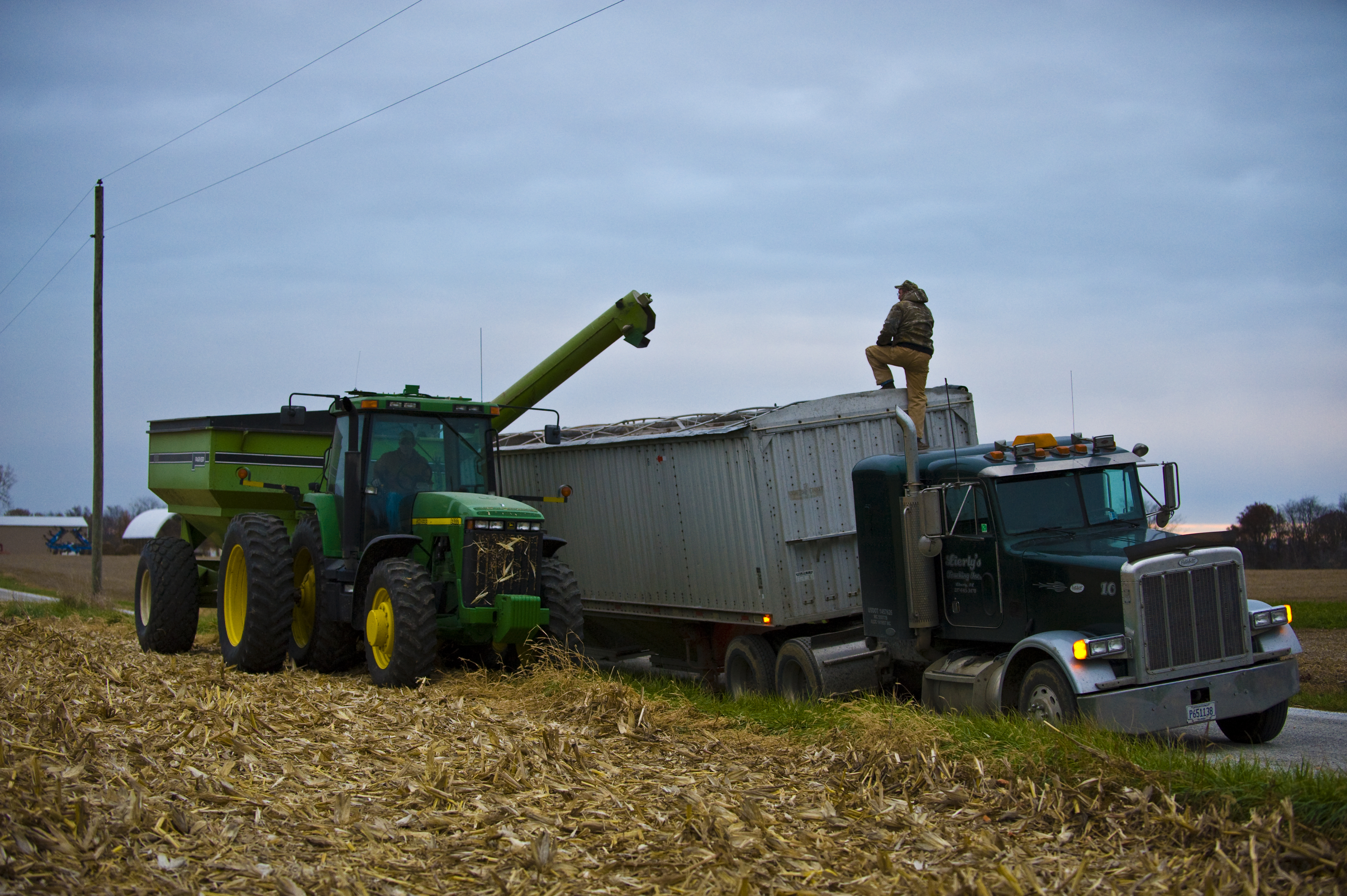
Fältvagn.